# STS (stacja telewizyjna)
STS (ros. СТС) – rosyjski rozrywkowy kanał telewizyjny, należący do STS Media. Został założony w 1996 roku. Grupę docelową stacji stanowią osoby w grupie wiekowej 10–45.
21 grudnia 2009 roku rozpoczęła nadawanie międzynarodowa wersja kanału – STS International.

## Programy
Stacja emituje seriale telewizyjne, sitcomy, programy rozrywkowe, filmy pełnometrażowe i  filmy animowany.

### Programy rozrywkowe
- 6 klatek (ros. 6 кадров)[6]
- Dajesz młodość! (ros. Даёшь молодёжь!)[6]
- Pierogi Uralskie (ros. Уральские пельмени)[6]
- Fort Boyard (wersja rosyjska)[7]

### Sitcomy
- Niania (ros. Моя прекрасная няня)
- Papiny doczki (ros. Папины дочки)
- Woroniny (ros. Воронины)
- Światła (ros. Светофор)
- Osiemdziesiąty (ros. Восьмидесятые)
- Kuchnia (ros. Кухня)
- Jak zostałem Rosjaninem (ros. Как я стал русским)
- Hotel Eleon (ros. Отель Элеон)[8]
- Iwanowy-Iwanowy (ros. Ивановы-Ивановы)
- Ciocia Marta (ros. Тётя Марта)[9]

### Seriale
- Biedna Nastia (ros. Бедная Настя)
- Nie rodiś krasiwoj (ros. Не родись красивой)
- Kadetstwo (ros. Кадетство)
- Noc miłości (ros. Одна ночь любви)
- Ranetki (ros. Ранетки)
- Margosza (ros. Маргоша)
- Szkoła zamknięta (ros. Закрытая школа)
- Młodzieżówka (ros. Молодёжка)

## Projekty filmowe
STS brał udział w kręceniu i promocji niektórych rosyjskich filmów: 9 kompania, Przenicowany świat, Mgła i inne.